# Michal Pavlíček

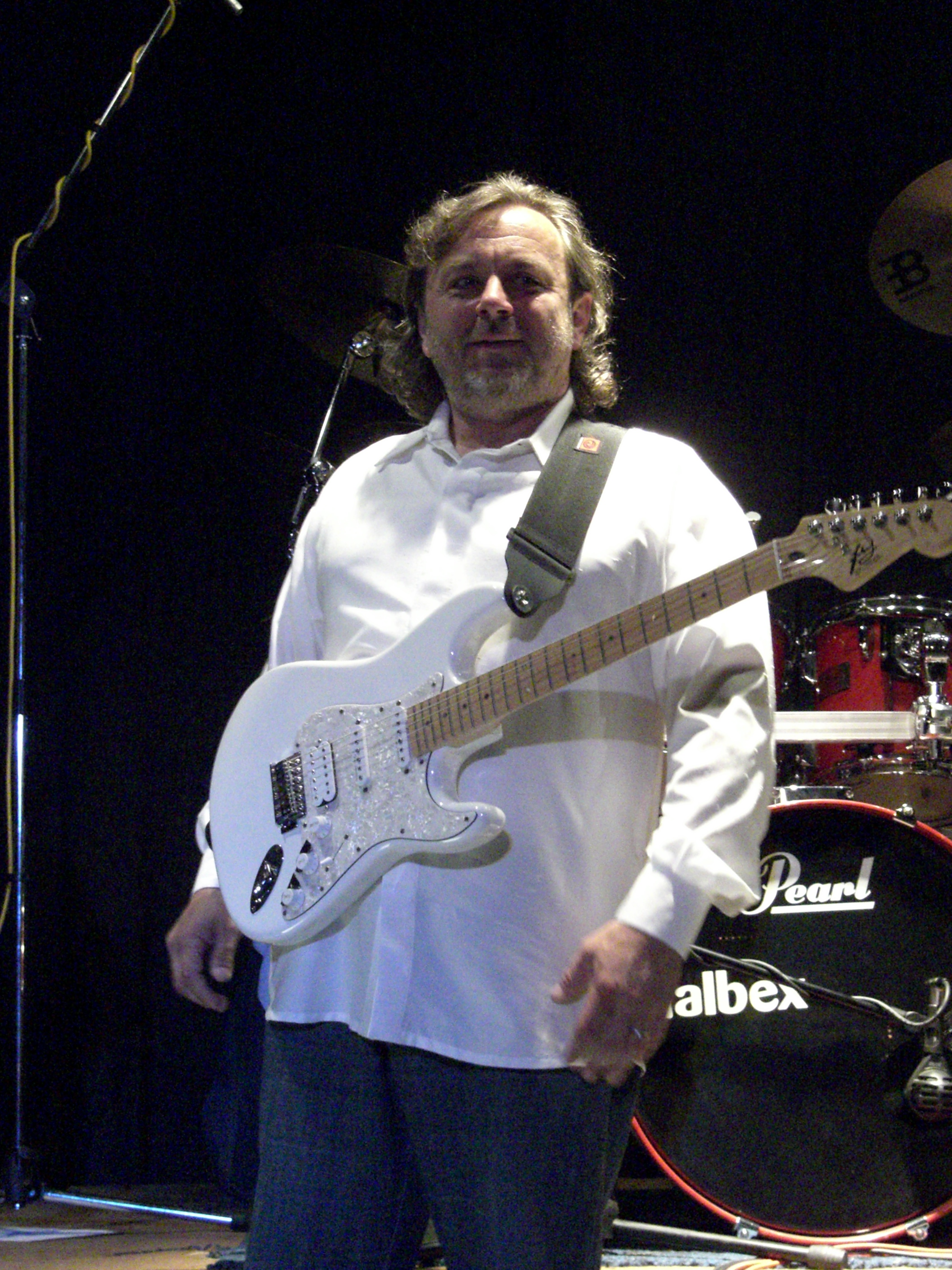
Michal Pavlíček

Michal Pavlíček (14 februari 1956) is naast Radim Hladík de bekendste Tsjechische gitarist. Hij heeft in een groot aantal verschillende bands gespeeld, onder meer in de jazzrock band Bohemia en Pražský výběr (Prague Selection). Hij is de oprichter de bands Stromboli en Big Heads. Als studiomuzikant heeft hij meegespeeld op de albums van een groot aantal bands en vocalisten, onder meer van Bára Basiková, Hana Hegerová, Zuzana Michnová, Načeva, maar ook bijvoorbeeld van de schlagerzanger Karel Gott. Daarnaast componeert hij filmmuziek en heeft hij de muziek geschreven van een ballet voor de dansgroep van het Nationaal Slowaaks Theater.